# Anna Kay
Pour les articles homonymes, voir Kay.

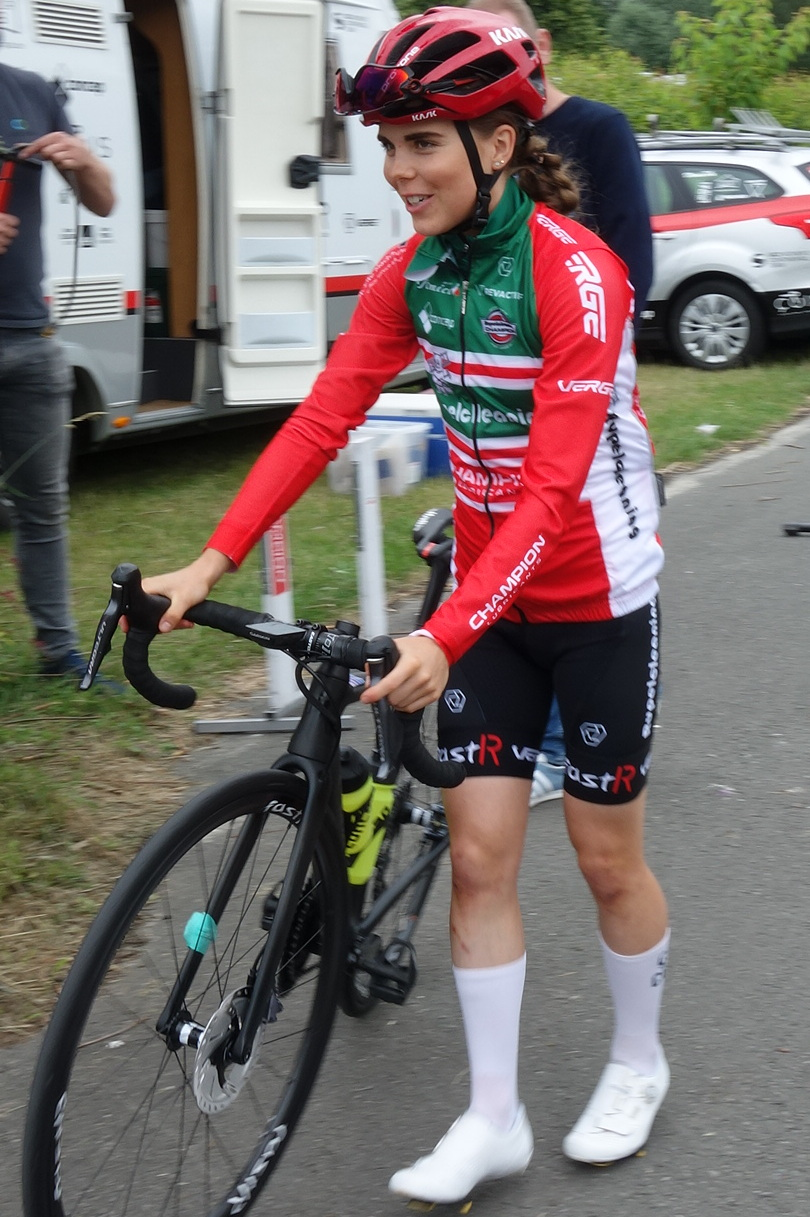
Anna Kay au Tour de Belgique en 2021.

Anna Kay, née le 6 mai 1999 à Gateshead, est une coureuse cycliste britannique, spécialisée dans le cyclo-cross.

## Palmarès en cyclo-cross
- 2017-2018
  - 3e du National Trophy Series
  - 3e du championnat de Grande-Bretagne espoirs
- 2018-2019
  -  Championne de Grande-Bretagne espoirs
  - National Trophy Series #3, Crawley
  - 2e du National Trophy Series
  - 2e du championnat de Grande-Bretagne
  - 5e du championnat du monde de cyclo-cross espoirs
  - 6e du Superprestige espoirs
- 2019-2020
  -  Médaillée d'argent du championnat d'Europe de cyclo-cross espoirs
  -  Médaillée de bronze du championnat du monde de cyclo-cross espoirs
  - 3e de la Coupe du monde espoirs
  - 3e du championnat de Grande-Bretagne
  - 4e du Superprestige espoirs
  - 8e de la Coupe du monde
- 2020-2021
  - 8e du championnat du monde de cyclo-cross espoirs
  - 9e du championnat d'Europe de cyclo-cross espoirs
- 2021-2022
  - Ethias Cross - Stellacross, Louvain
  - National Trophy Series 2021-2022 #6, Skipton
  - 3e du championnat de Grande-Bretagne
- 2022-2023
  - National Trophy Series #1, Derby
  - National Trophy Series #3, South Shields
  - Verge Cross Clonmel, Clonmel
  -  Médaillée d'argent du championnat du monde de cyclo-cross en relais mixte
  - 10e du championnat d'Europe de cyclo-cross
- 2023-2024
  -  Championne de Grande-Bretagne
  - Hope Supercross #1, Houghton-le-Spring
  - Hope Supercross #2, Bradford
  - Hope Supercross #3, Barnoldswick
  - National Trophy Series #2, Thornton in Craven
  - Verge Cross Clonmel, Clonmel
  -  Médaillée d'argent du championnat du monde de cyclo-cross en relais mixte
  -  Médaillée d'argent du championnat d'Europe de cyclo-cross en relais mixte
  - 7e du championnat d'Europe de cyclo-cross

## Palmarès sur route

### Classements mondiaux
| Année                                 | 2018 | 2019 | 2020 | 2021  | 2022  |
| ------------------------------------- | ---- | ---- | ---- | ----- | ----- |
| Classement UCI                        | 484e | 784e | nc   | 1097e | 1008e |
|                                       |      |      |      |       |       |
| Légende : nc = non classéSource : UCI |      |      |      |       |       |